# Малина
Вижте пояснителната страница за други значения на Малина.
Малината (Rubus idaeus) е диво или културно многогодишно храстовидно растение от разред розоцветни, достигащо на височина най-много до 2 метра. Плодът му се нарича със същото име.
Съществуват около 320 вида.
Коренът на малината не стига до голяма дълбочина и всъщност представлява коренище, от което израстват много стъбла, наречени издънки.
Стъблото на малината е право и покрито с тъмночервени шипове. Листата са последователни, нечифтоперести. По стъблото има много пъпки, от които разцъфтяват дребни бели цветчета, събрани в гроздовидни съцветия. Редът на цъфтене е следният: първоначално цъфват цветчетата на върха, а след тях и останалите, в последователност от горе надолу. Цъфтежът на малината продължава един месец. Нейните бели цветове се предпочитат от пчелите пред всички овощни растения. Макар и да са дребни, те дават изобилен нектар – добро медоносно растение. Когато и последните цветчета са прецъфтели, на върха на стъблото вече зреят продълговато закръглените червени плодчета.
Плодът на малината е много сложен – образуван е от многобройни малки костилчести плодчета, долепили се едно до друго, сочни и ароматни. Във всяко плодче има малка крехка семка, която се яде. Плодовете съдържат 4,56 – 4,67% захар, 1,13 – 1,96% свободни киселини (лимонена, ябълчна), витамин С (до 45 мг), каротин и др. Малините са сладки на вкус, а от тях се получават различни продукти – сладко, сироп, желе, мармалад, конфитюр. Използват се и в медицината, както и за подправка.
Отглежда се в областите с умерен климат, главно в Европа и САЩ. В диво състояние малината се среща в Европа, Азия, Южна Америка, в областите с умерен, тропичен и субтропичен климат.
Благодарение на ценните си качества малината все по-нашироко се разпространява в България и вече заема големи площи. Отглежда се почти навсякъде. По-разпространени сортове са Виламет, Малборо, Прусия, Нюбург и др. и българските сортове Рубин, Самодива, Люлин, Шопска алена и „№ 195“. В диво състояние расте предимно по северните склонове на планините. От един декар малинови храсти се получават 800 – 900 кг плодове. Рекордните добиви са значително по-високи – до 1500 kg от декар.

## Лечебни свойства
Малините утоляват жаждата и подобряват храносмилането, затова се използват в диетичното хранене, особено в детското. Благодарение на салициловата киселина, която се намира в плодовете, малините се използват и за сваляне на температурата. Болните от подагра и нефрит обаче не трябва да ги употребяват за храна поради високото съдържание на пуринови основи в тях.

## Други
На малината са наречени улици в кварталите „Горубляне“ (Карта), „Драгалевци“ (Карта) и „Симеоново“ (Карта) в София.